# Après-vie
Après-vie (titre original : Afterlife) est une nouvelle de Stephen King parue tout d'abord en 2013 dans le numéro de juin du magazine littéraire Tin House (en), puis dans le recueil Le Bazar des mauvais rêves en 2015.

## Résumé
William Andrews, un investisseur boursier, meurt et se trouve confronté à sa vie après la mort.

## Genèse
La nouvelle est parue tout d'abord en juin 2013 dans le magazine littéraire Tin House (en) et a été incluse par la suite dans le recueil Le Bazar des mauvais rêves en 2015.